# Алексей (бриг)
«Алексе́й» — бригантина, а затем бриг Черноморского флота Российской империи, участник войны с Францией 1798—1800 годов и русско-турецкой войны 1806—1812 годов.

## Описание судна
Одна из двух бригантин, построенных на Таганрогской верфи И. Ивановым, переоборудованная в 1807 году в одноименный бриг. Длина судна составляла 24,4 метра, ширина — 7,6 метра, а осадка — 3,5 метра. Вооружение судна состояло из 8-ми орудий.

## История службы
Бригантина «Алексей» была построена в Таганроге и после спуска на воду в 1791 году вошла в состав Черноморского флота. Строительство вёл корабельный мастер И. Иванов.
В 1797 году занимала брандвахтенный пост в Николаеве. В 1798 году выходила в практическое плавание в Чёрное море.
Принимала участие в войне с Францией 1798—1800 годов. С сентября по ноябрь 1799 года принимала участие в доставке войск из Одессы в Корфу в составе отряда капитана 1-го ранга С. А. Пустошкина. В марте следующего года в составе того же отряда перевозила войска в Отранто, после чего вместе с отрядом ушла назад в Корфу, а 2 июля 1800 года вернулась в Одессу. В 1801 году совершала плавания между Николаевом и Константинополем. В 1802 году занимала брандвахтенный пост в Одессе, а в 1803 году — в Николаеве. С 1804 по 1806 год выходила в крейсерство в Чёрное море.
В 1807 году бригантина «Алексей» была переоборудована в бриг под тем же именем.
Бриг принимал участие в русско-турецкой войне 1806—1812 годов. В 1808 году находился на Севастопольском рейде с эскадрой. С 22 апреля по 6 мая 1809 года выходил в крейсерство, при этом захватил неприятельское судно. С 19 мая по 7 июня вместе с фрегатом «Воин» выходил в крейсерство между Анапой и Суджук-кале. При этом 24 мая ими было взято в плен турецкое судно, а 30 мая — велась бомбардировка Анапы. 3 июня бриг через Керчь ушёл в Феодосию, куда 7 июня пришёл и «Воин». 15 июня оба судна вышли из Феодосии к Суджук-кале с десантом на борту. 16 июня вели обстрел укреплений, но в связи с численным превосходством противника ушли от Суджук-кале в Севастополь.
С 22 по 27 сентября выходил в крейсерство к Варне в составе отряда капитан-лейтенанта С. И. Стулли. А 23 октября в составе отряда капитана 1-го ранга П. М. Макшеева вышел из Севастополя к западным берегам Чёрного моря. 29 октября отряд подошёл к Варне, но ввиду того, что у Варны находилась превосходящая по силам турецкая эскадра, суда отряда ушли в Одессу, а к 10 ноября вернулись в Севастополь.
С 10 мая по 2 июня 1810 года крейсировал между Анапой и Сухум-Кале совместно с фрегатом «Лилия», а с 30 июня по 26 июля — у анатолийского берега в составе эскадры контр-адмирала А. А. Сарычева. 9 августа в составе той же эскадры вышел из Севастополя к Каварне, но А. А. Сарычевым было принято решение не атаковать крепость без поддержки сухопутных войск, и эскадра ушла в море. 17 августа принимал участие в преследовании обнаруженной турецкой эскадры, но ночью турецким судам удалось уйти. 26 августа вместе с эскадрой вернулся в Севастополь.
С 06 по 30 октября выходил для действий у Трапезунда в составе эскадры. В декабре 1810 года с отрядом доставлял грузы в Суджук-кале. В 1811 году выходил в крейсерство к Батуму в составе отряда капитан-лейтенанта И. И. Свинкина. В следующем году во время крейсерства у Варны взял в плен 2 турецких судна. В 1813 году — в крейсерстве у берегов Крыма, а в 1814 году — Кавказа.
C 1815 по 1817 год занимал брандвахтенный пост в Одессе, а с 1819 по 1826 год — у Очакова.

## Командиры судна
Командирами бригантины «Алексей» в разное время служили:
- В. Н. Титов (1797).
- граф Л. П. Гейден (1798 — июнь 1799).
- Ф. Д. Родионов (июнь 1799—?).
- С. А. Велизарий (1800—1801).
- Д. И. Коломотьяно (1802).
- А. Л. Пасхали (1803).
- М. Н. Кумани (1804).
- А. И. Кривошеий (до августа 1805).
- З. Л. Гагман (1806).

Командирами брига «Алексей» в разное время служили:
- И. И. Стожевский (1808).
- В. А. Мельников (1809).
- О. Я. Кричевской (1811).
- И. И. Свинкин (1812).
- И. В. Бурхановский 2-й (1813).
- Ф. А. Сильва (1814—1815).
- А. С. Сундий (1816).
- И. М. Афанасьев (1817).
- И. А. Данков (1819—1826).